# Операція «Буря в пустелі»
Операція «Буря в пустелі» (англ. Operation Desert Storm) — військова операція Багатонаціональних коаліційних сил на чолі з США, складова частина війни в Перській затоці 1990—1991 років. Воєнні дії проти Іраку, що окупував сусідню державу Кувейт у серпні 1990 року та пізніше анексував її територію, були санкційовані ООН. На першому етапі війни — в операції «Щит пустелі» — країни антиіракської коаліції спромоглися в короткі терміни створити потужне угрупування різних видів збройних сил і підготувати його до ведення широкомасштабних воєнних дій.
У ніч із 16 на 17 січня 1991 року війна почалася небаченою досі за розмахом та потужністю повітряною кампанією з бомбардування військових об'єктів Іраку. Понад 1000 бойових літаків Коаліційних сил, які базувалися як на наземних військово-повітряних базах, так і на шести авіаносцях, завдавали масованих ударів з повітря. Ірак, крім ударів у відповідь, відповідав обстрілами балістичними ракетами «Скад» по території Ізраїлю, який не брав участі у війні, й акціями «екологічного тероризму», тобто зливанням нафти в Перську затоку.
24 лютого почалася друга фаза операції — наступ наземних сил і за чотири доби територія Кувейту була визволена від окупантів. 28 лютого воєнні дії завершилися. Ірак був змушений звільнити Кувейт і визнати всі резолюції Ради Безпеки ООН щодо конфлікту.

## Історія
13 січня 1991 року Генеральний секретар ООН Перес де Куельяр прибув до Багдада і спробував врегулювати відносини між країнами та запобігти початку великої війни, але домовитися з Хусейном не вдалося. Усі спроби світової спільноти, спрямовані на врегулювання кризи, викликаної окупацією Іраком Кувейту, завершилися безрезультатно.
17 січня 1991 року відповідно до рішення Ради Безпеки ООН (резолюція № 678) багатонаціональні сили антиіракської коаліції почали воєнні дії під кодовою назвою «Буря в пустелі».

Карта операції «Буря в пустелі». 1991 рік

Політичною метою операції визначалося звільнення Кувейту і повернення влади законному уряду, відновлення стабільності в регіоні Перської затоки, а також зміна (по можливості) політичного керівництва Іраку і його політичного курсу. Військові цілі операції полягали в знищенні військового потенціалу Іраку, який загрожує своєю військовою міццю Ізраїлю і деяким країнам Близького Сходу та в позбавленні Іраку можливості виробляти ядерну, хімічну та біологічну зброю.

### Задум операції
Відповідно до задуму операції «Буря в пустелі» Командування багатонаціональних сил планувало проведення «повітряно-наземно-морської кампанії», яка складалася з наступних фаз: проведення повітряної наступальної операції, повітряно-наземної наступальної операції та морської десантної операції. В задумі цієї кампанії передбачалося: на першому етапі — ведення тільки повітряної наступальної операції шляхом масованих ударів крилатих ракет і авіації по військових і промислових об'єктах на території Іраку і Кувейту; на другому етапі — звільнення Кувейту силами сухопутних військ і морської піхоти при безпосередній підтримці авіації та кораблів, тобто проведення повітряно-наземної наступальної та морської десантної операцій; на третьому — завершення розгрому сухопутних військ Іраку на його території, якщо після звільнення Кувейту Ірак не капітулює.
Відповідно до цього задумом було створене угруповання повітряних сил. Сухопутні війська і Повітряні сили Коаліції були зосереджені на території Саудівської Аравії, а сили флоту — в Середземному і Червоному морях та в Перській затоці. У Перській затоці діяла більша половина всього угруповання ВМС союзників, зокрема чотири АУГ, дві оперативні ракетні групи, усі десантні кораблі та транспорти амфібійного з'єднання. У Червоному морі перебували спочатку три, а потім дві АУГ і дві атомні багатоцільові підводні човни; шість атомних багатоцільових підводних човнів маневрували в Аравійському і Середземному морях.
Згідно із задумом, тривалість операції «Буря в пустелі» повинна була тривати від декількох тижнів до 3—6 місяців.

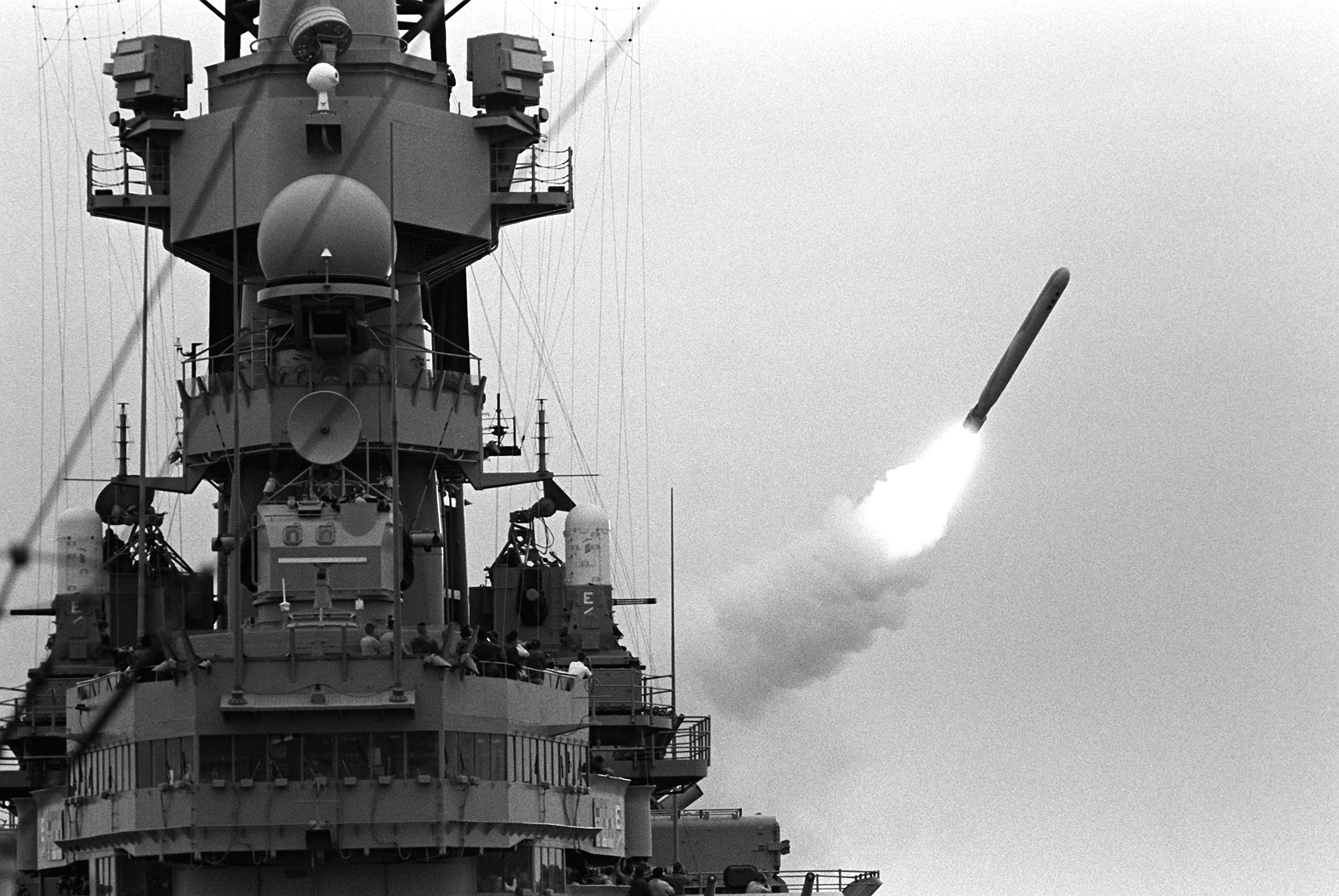
Запуск крилатої ракети «Томагавк» з лінкора «Міссурі» в операції «Буря в пустелі». 17 січня 1991 рік

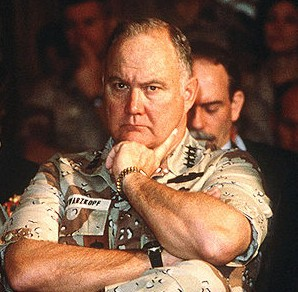
Генерал Норман Шварцкопф — головнокомандувач БНС в операції «Буря в пустелі»

### Повітряна фаза операції

#### Підготовча фаза
На першому етапі операції «Буря в пустелі» передбачалося провести радіоелектронне придушення і завдати скоординованих ударів за допомогою стратегічної, тактичної, палубної авіації та крилатих ракет «Томагавк» по іракських засобах системи ППО, аеродромах, авіабазах, стартових позиціях оперативно-тактичних ракет класу «земля — земля», по важливих пунктах державного і військового управління, великих вузлах зв'язку, центрах ядерної та хімічної промисловості. На другому етапі ударів з повітря передбачалося завдавати по заводах, що виробляють зброю і військову техніку, основних угрупованнях збройних сил Іраку, особливо по танкових і механізованих з'єднаннях, дислокованих уздовж саудівсько-кувейтського кордону і в районі міста Басра. Особливу увагу на всіх етапах операції приділялася пошуку і знищення установок оперативно-тактичних ракет «Скад».

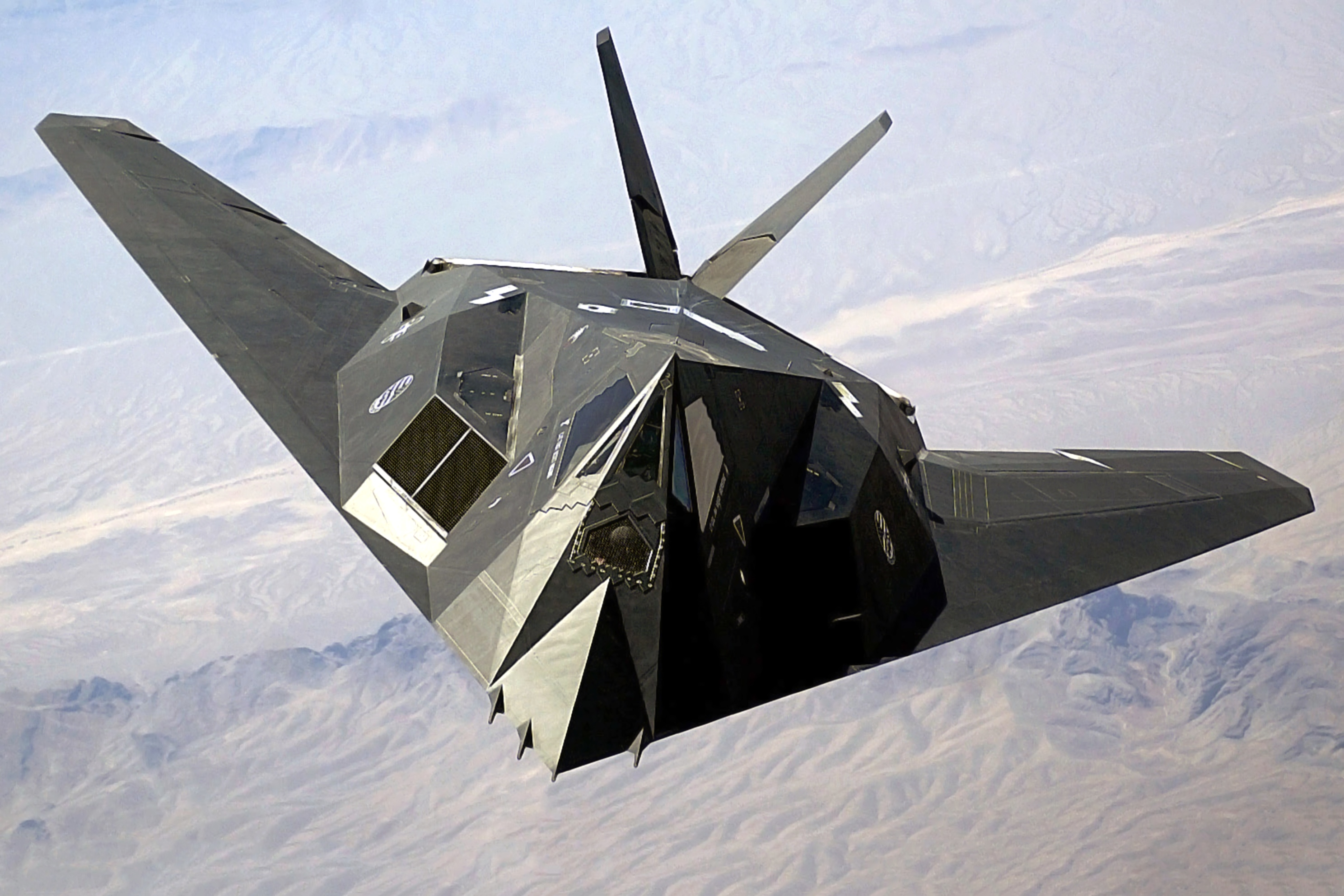
Ударний багатоцільовий літак — штурмовик F-117 «Найтхок», що масштабно застосовувався в операції «Буря в пустелі»

О 2:30 16 січня командування багатонаціональних сил ввело безперервне чергування на повітряному командному пункті, розташованому на літаку АВАКС і управління E-3C АВАКС. Літаки E-2C «Хокай» були підняті в повітря для контролю за повітряним простором над Перською затокою і вздовж кордону Іраку. Почалися постановки радіоелектронних перешкод у мережах зв'язку оперативно-стратегічної ланки управління збройними силами Іраку, встановлено цілодобове ведення повітряної розвідки, літаки тактичної авіації перебазувалися на авіабази північній частині Саудівської Аравії.

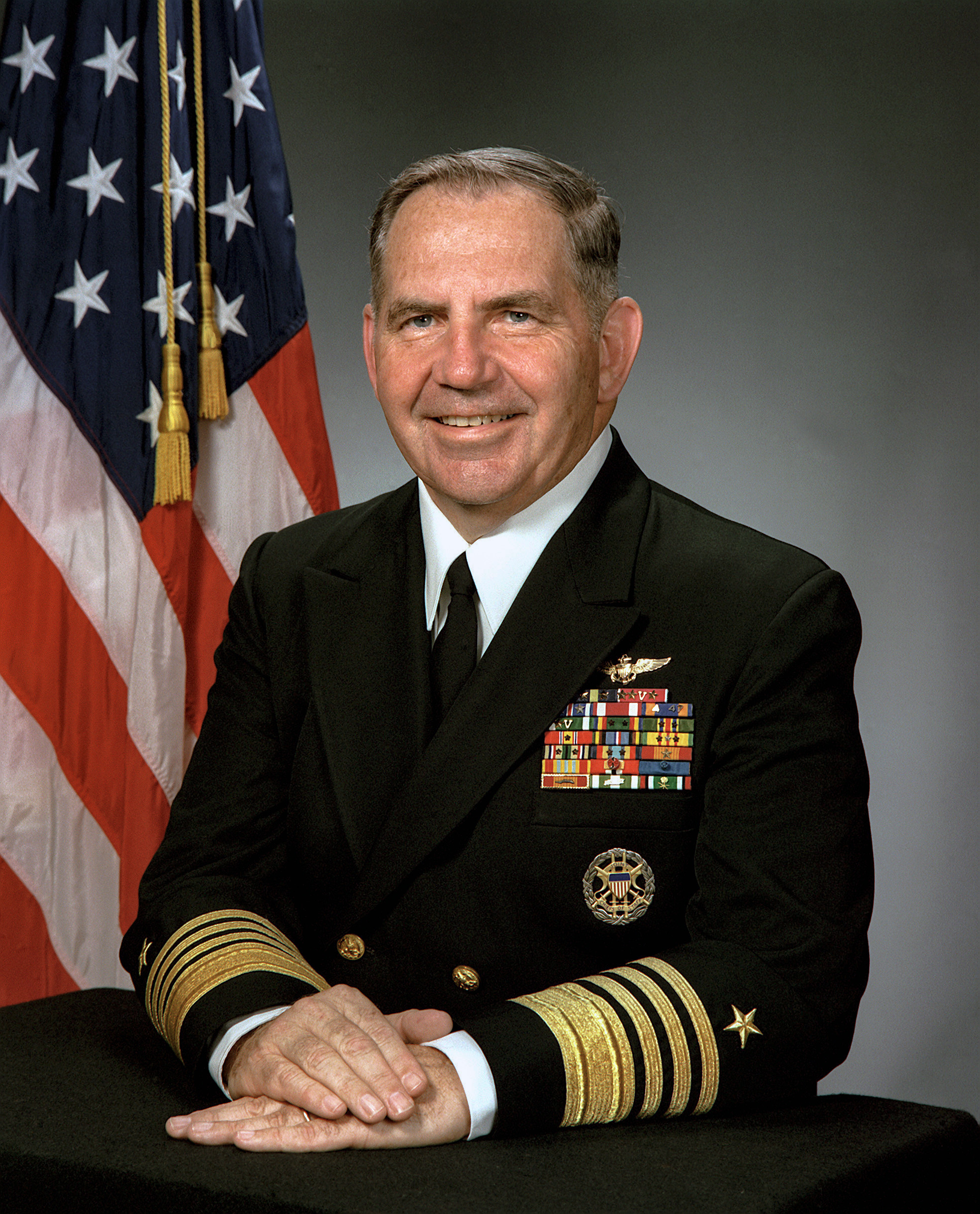
Віцеадмірал Стен Артур — командувач військово-морськими силами БНС

З 5:30 до 6:30 усі формування Багатонаціональних сил були приведені в повну бойову готовність. Командувач генерал Шварцкопф віддав розпорядження про початок безперервного прослуховування радіомереж УКХ ракетних бригад збройних сил Іраку. Командування збройними силами НАТО в Європі й на Південно-Європейському театрі воєнних дій віддало розпорядження всім органам управління з 14:00 16 січня перебувати в готовності до отримання бойового наказу.
Об 11:00 іракські моряки ввели в порт Ель-Кувейта п'ять танкерів з метою їх підриву в разі висадки десанту противника.
З 11:30 почали висунення рухомі радіо- і радіотехнічні загони розвідки БНС до кордону з Кувейтом. Одночасно зросла чисельність диверсійно-розвідувальних груп, що почали діяти в Іраку та Кувейті.
О 16:00 Ірак закрив кордон з Туреччиною і почав мінування можливих шляхів пересування противника по своїй території. Посол Іраку в США залишив Вашингтон. Водночас дипломати США й інших країн БНС виїхали з Багдада. З 13:30 16 січня до 0:30 17 січня вищому командуванню Багатонаціональних сил були поставлені бойові завдання на початок операції «Буря в пустелі».

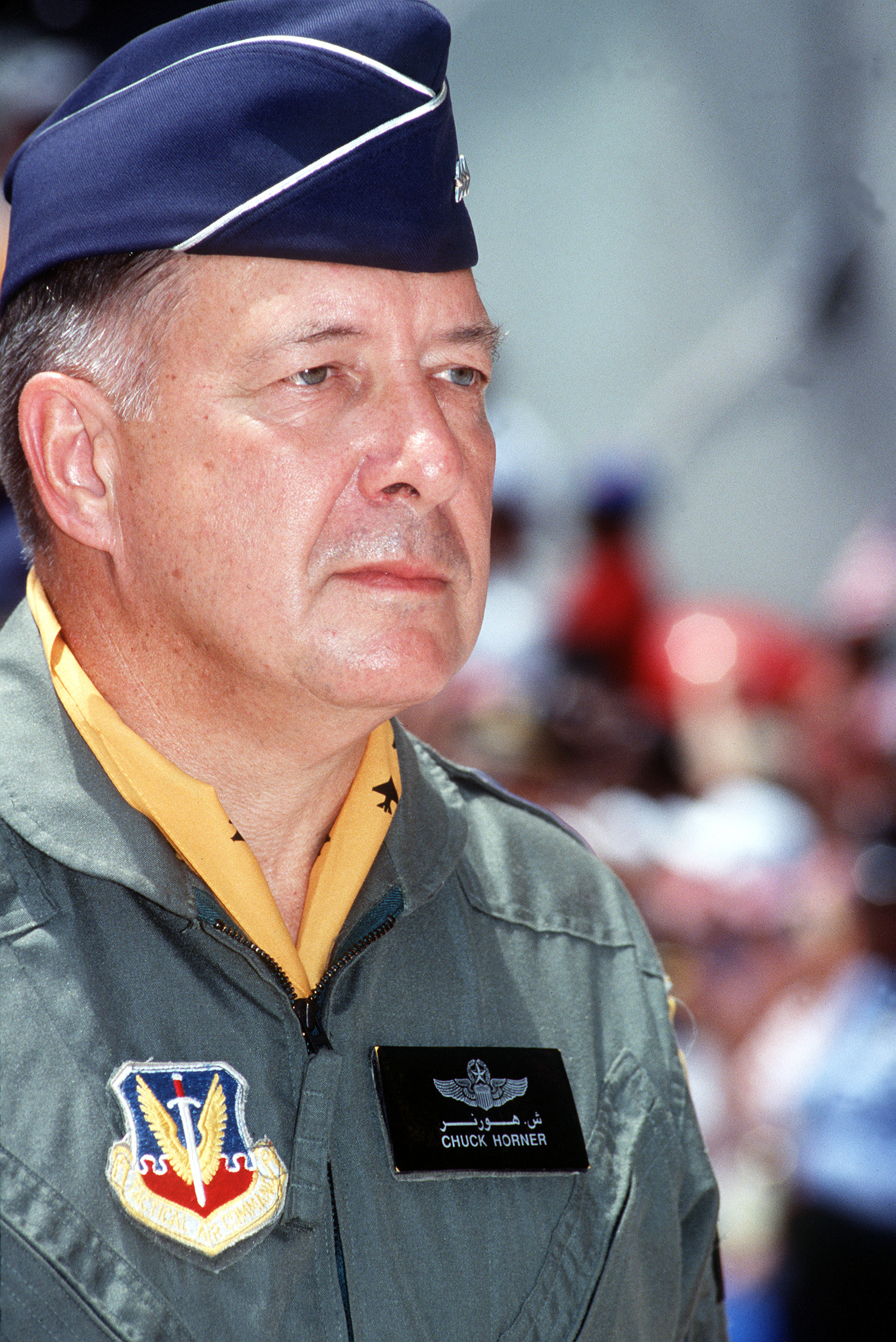
Генерал-лейтенант Чак Горнер — командувач Повітряними силами БНС в операції

#### Перші удари
З 2:30 до 5:00 ранку 17 січня був завданий перший ракетно-авіаційний удар, в якому брало участь близько 600 літаків. Ракети «Томагавк» застосовувалися з надводних кораблів і підводних човнів. Ударів було завдано по об'єктах системи ППО, найважливіших пунктах державного і військового управління, районах зосередження іракських військ, вузлах зв'язку, авіації на аеродромах, стартових позиціях ракет класу «земля-земля», по ядерних і хімічних центрах.
О 2:38 американська тактична група «Нормандія» (вісім ударних вертольотів AH-64 «Апач» і 2 MH-53 «Пейв Лоу») завдали удару по іракських радарах, розташованих поздовж іраксько-саудівського кордону, спроможних попереджати про початок авіаційного наступу.
О 2:43 два літаки радіоелектронної боротьби EF-111A «Рейвен» підтримали перший повітряний удар американської авіації силами 22 винищувачів F-15E «Страйк Ігл» по іракських аеродромах у західному Іраку. За хвилини один з EF-111A знищив іракський винищувач «Міраж» F1, що під час маневрування на низьких висотах урізався в землю.

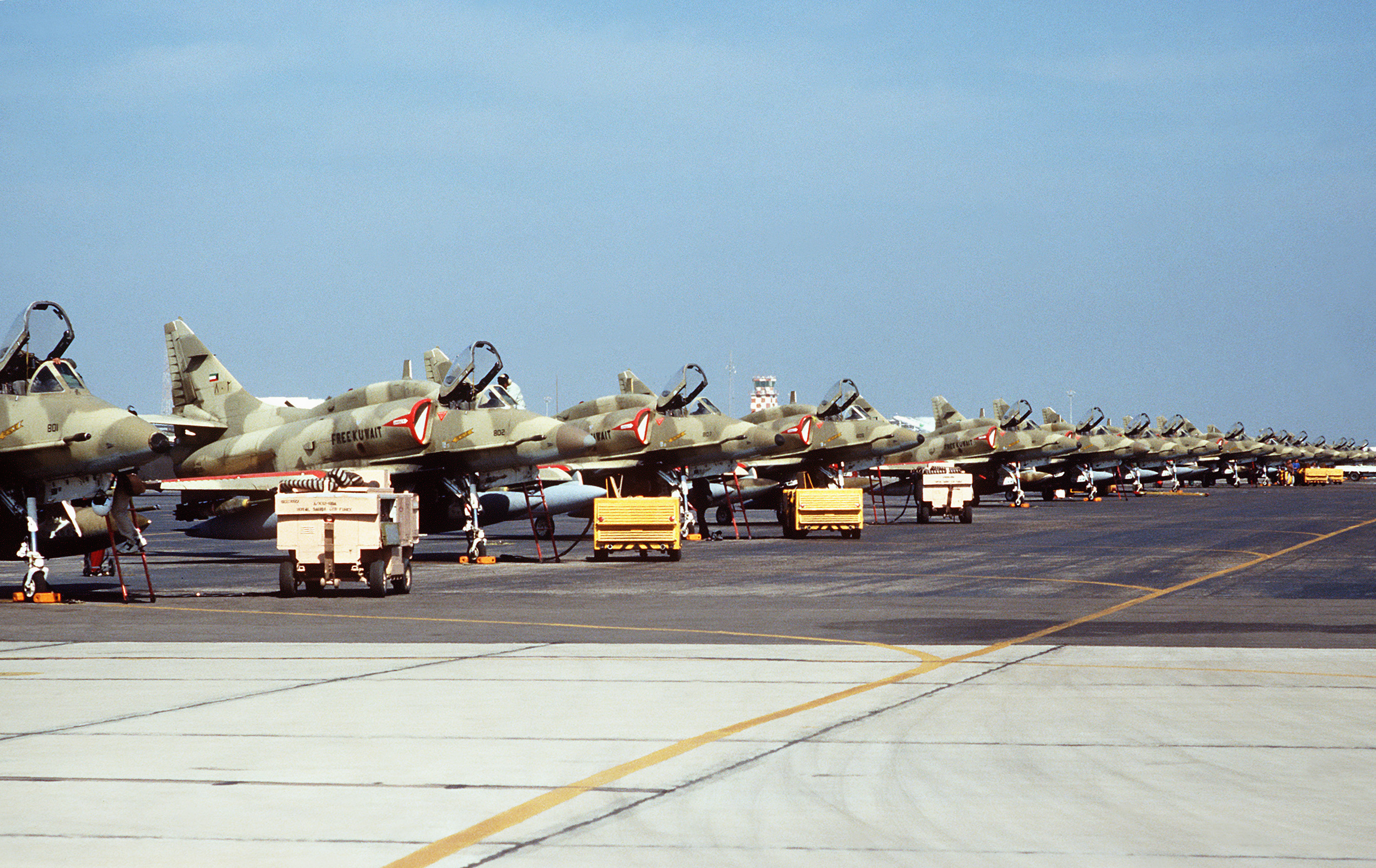
Штурмовики A-4KU «Скайхок» кувейтських повітряних сил у готовності до вильоту

О 3:00 десять F-117 «Найт Хок» під прикриттям EF-111 бомбардували Багдад. Під час авіаційного нальоту пара винищувачів F/A-18A «Хорнет» палубної ескадрильї авіаносця «Саратога» наразилися на два іракські МіГ-25 західніше Багдаду та вступили з ними в бій. Іракський пілот уразив американський літак лейтенант-командера Скотта Шпайхера ракетою Р-40, і літак штопором упав на землю. Скотт Шпайхер став першою бойовою жертвою збройних сил США, що загинула в бою у війні.
З 10:45 до 12:45 400 літаків БНС провели другий наліт, завдавши масованого удару по об'єктах енергопостачання, виробництва і зберігання зброї масового ураження. З 15:00 мінно-тральні кораблі почали розвідувальне тралення мін у північно-західній частині Перської затоки. Лінійні кораблі «Вісконсин» і «Міссурі» почали артилерійський обстріл іракських військ, розташованих поблизу Кувейту.
З 19:00 до 21:40 300 літаків, у тому числі вісім стратегічних бомбардувальників, завдали третього удару по об'єктах військового-економічного потенціалу Іраку.
З 22:46 17 січня до 00:46 18 січня по об'єктах Іраку завдавався четвертий ракетно-авіаційний удар, в якому було застосовано 160 ракет «Томагавк» і 400 літаків. Об'єктами ураження були склади з боєприпасами, паливо-мастильними матеріалами, запасами військового майна. Частина ракет було випущено по Багдаду і Басрі. Протягом 18—19 січня ще три хвилі авіації та ракет завдавали ураження об'єктам на території Іраку та Кувейту.
Загалом на першому етапі повітряної наступальної операції військова авіація БНС з 17 по 19 січня завдала сім масованих одночасних ракетно-авіаційних ударів, зокрема три удари — вночі. Інтервали між ударами становили кілька годин, потрібних для з'ясування розвідкою результатів ураження цілей та уточнення завдань усім складовим повітряної операції. В кожному нальоті брало участь від 300 до 700 літаків. У складі ударних ешелонів авіації діяли стратегічні бомбардувальники B-52, новітні винищувачі F-117A, F-15 «Ігл», F-16 «Файтінг Фалкон», F-111, штурмовики А-6Е «Інтрудер», винищувачі-штурмовики F/A-18A «Хорнет», тактичні винищувачі «Ягуар» і «Торнадо». Масовані авіаційні удари завдавалися хвилями літаків з різних напрямків і, як правило, з великих висот, без заходу в зону ураження наземних засобів ППО Іраку. Для прориву системи ППО і дезінформації системи управління і зв'язку застосовувалися літаки РЕБ EF-111, EA-6B «Проулер» і F-4C. За 6—7 годин до початку кожного удару до 200 літаків такого типу своїми перешкодами придушували систему раннього попередження, РЛС наведення винищувачів і радіомережі управління.

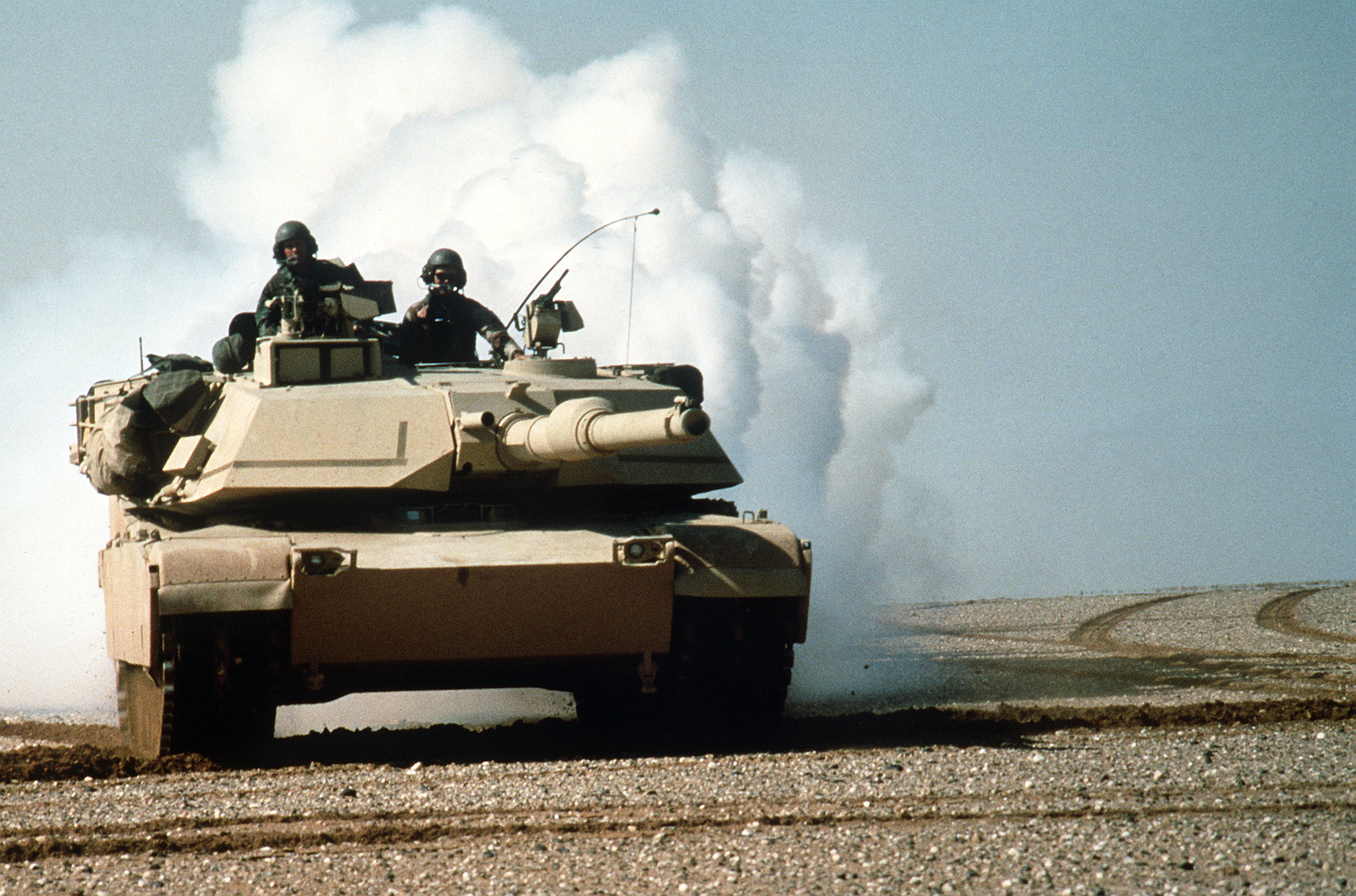
Американський основний бойовий танк M1A1 «Абрамс», що активно застосовувався в операції «Буря в пустелі»

Вперше в історії військового мистецтва масово застосовувалися ракети. Особливо ефективними були удари, що завдавалися ракетами морського базування типу «Томагавк». Всього в семи ударах американці застосували близько 280 ракет типу «Томагавк», у тому числі понад 40 — з підводних човнів. Лінійний корабель «Вісконсин» випустив 19 ракет, тобто 60 % від його боєкомплекту. Іракська сторона стверджувала, що засобами ППО і ПРО було збито до 29 ракет типу «Томагавк». Американці ж заявляли, що ця цифра завищена: якщо іракської ППО і вдалося збити ці ракети, то не більше 2—3.

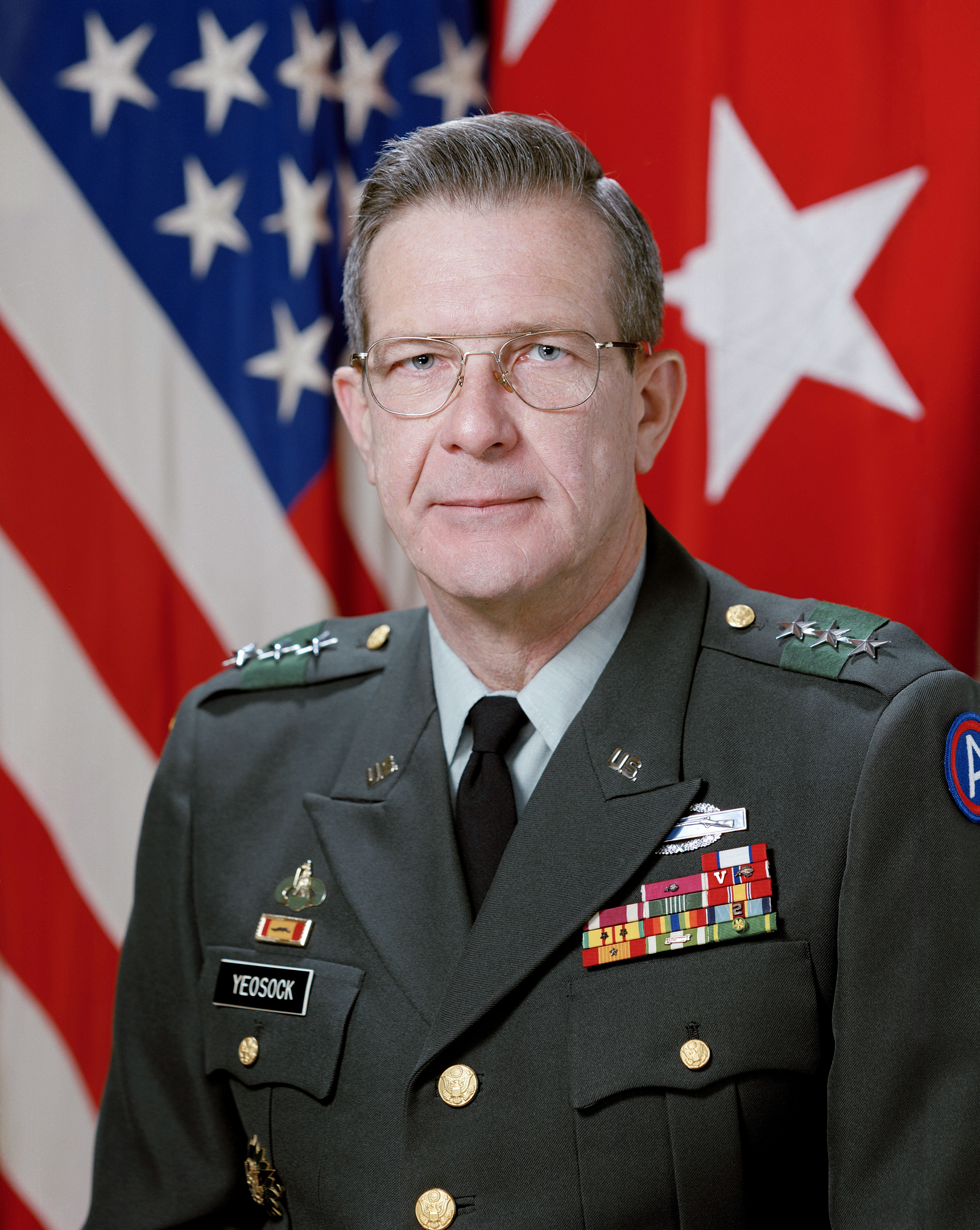
Генерал-лейтенант Джон Йосок — командувач сухопутними військами в операції

В результаті ракетно-артилерійських ударів деякою мірою вдалося «засліпити» (порушити роботу 95 % РЛС), частково «оглушити» (придушити багато вузлів зв'язку) і «обезголовити» противника, тобто порушити системи управління країною і збройними силами Іраку. Авіація Саддама Гусейна була блокована на землі, ЗРК нейтралізовані, частково знищені пускові установки ракет «Скад» і порушено електропостачання. Згодом було завойовано панування в повітрі, продовжені стратегічні бомбардування і розпочато виконання завдання по ізоляції району бойових дій.

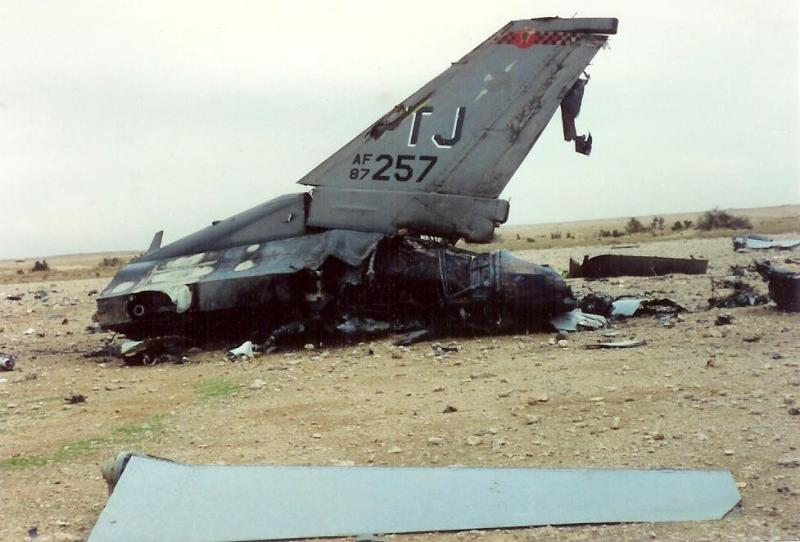
Рештки американського винищувача F-16C «Файтінг Фалкон», збитого над Іраком

#### Другий етап повітряного наступу

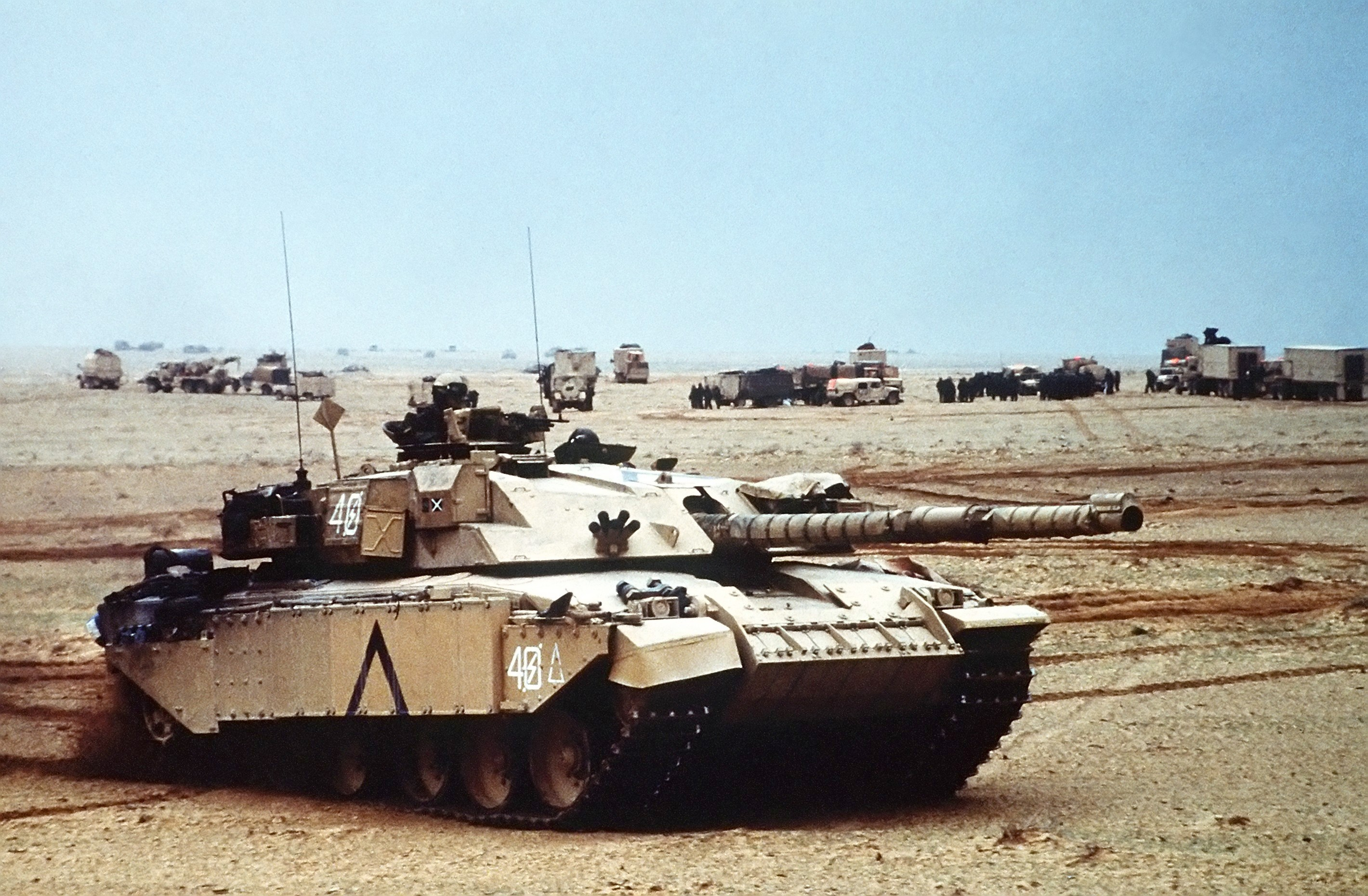
Британський основний бойовий танк «Челленджер», що брав участь у битві за Норфолк

20 січня почався другий етап повітряної наступальної операції. Протягом трьох днів поспіль авіація виконувала до 2000 бойових вильотів, зокрема до 900 вильотів на добу робила палубна авіація. 23 і 24 січня інтенсивність ударів дещо знизилася. У ці дні літаки виконували до 150—200 вильотів. Одночасно уточнювалися результати попередніх ударів і намічалися нові цілі. З 25 січня авіація знову розпочала здійснювати масовані удари, переважно з метою ізоляції району майбутньої наступальної операції.
За наступні два тижні війни авіація союзників здійснила понад 30 000 літако-вильотів (3500 з них виконала палубна авіація). Було застосовано до 260 ракет морського базування «Томагавк». В результаті цих ударів з 44 основних аеродромів Іраку з ладу виведено 25 (57 %), а решта — пошкоджені. Відразу різко знизилася інтенсивність бойових вильотів іракської авіації. Якщо в перший день бойових дій вона виконала 116 вильотів, то в інші дні — до 30—40, а в першу декаду лютого здійснювалися лише поодинокі вильоти. З 11 лютого іракська авіація не діяла повністю.
У наслідок ракетно-авіаційних ударів було зруйновано 327 з 594 залізобетонних укриттів для авіації, а в повітряних боях і на землі знищено понад 100 іракських літаків. Вдалося зруйнувати до 100 % об'єктів з виробництва та зберігання зброї масового ураження, знищити всі стаціонарні пускові установки ракет «Скад», частину рухомих пускових установок і запасів ракет, що призвело до зниження кількості їх пусків з 35 у перший тиждень війни, до чотирьох — у третій. Ірак в цілому зміг використовувати менше ніж 15 % ракет типу «Скад», що в нього були на озброєнні.
До середини лютого після 30-добових стратегічних бомбардувань за даними розвідки вважалося, що нафтопереробні заводи Іраку скоротили виробництво на 50—90 %, об'єкти електроенергетики були виведені з ладу на 25 %, військовий потенціал знижений на 50 %, знищено близько 25 % органів управління іракських збройних сил і їхніх засобів зв'язку знищено, а 50 % — пошкоджено. Однак повністю управління збройними силами, як думали союзники, порушено не було.
Наслідками авіаційних ударів стало скорочення на 90 % потоків підвезення матеріальних засобів і знищено понад 125 складів паливо-мастильних матеріалів. Одночасно завдавалися удари по ізольованому угрупованню іракських військ. Для вирішення цього завдання в січні виділялося 12—14 %, на початку лютого — до 25 %, а в середині лютого — 30—40 % всіх вильотів авіації. В результаті цих ударів на початок повітряно-наземної операції в районі її проведення було знищено близько 40 % танків, понад 30 % бронетранспортерів і бойових машин піхоти і до 50 % артилерійських систем іракської армії.

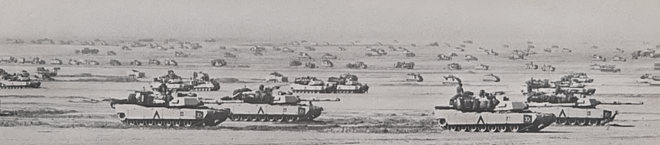
Танкова бригада 3-ї бронетанкової дивізії зосереджується біля іракського кордону для початку наступу. Лютий 1991 року

Значну роль у проведенні ракетно-авіаційних ударів зіграла палубна авіація. Авіаносні сили ВМС США, що діяли у складі двох з'єднань (154-е і 155-е), брали участь у бойових діях спільно з літаками наземних Повітряних сил для здійснення бомбово-штурмових ударів по військових об'єктах на території Іраку і Кувейту; супроводу винищувачами F-14 «Томкет» стратегічних бомбардувальників B-52 при виконанні ними ударів по угрупованнях сухопутних військ Іраку; забезпечення ППО корабельних з'єднань у районах їх бойового маневрування; завдання ударів по силах флоту противника в морі та в базах; ведення повітряної розвідки літаками АВАКС і управління Е-2С «Хокай»; здійснення безпосередньої авіаційної підтримки сухопутних військ і морської піхоти. Авіаносні ударні сили ВМС США складалися з 2—4 авіаносних ударних груп. У Перській затоці діяли багатоцільові авіаносці «Теодор Рузвельт», «Рейнджер», «Мідвей», «Америка», а в північній частині Червоного моря — «Джон Кеннеді» і «Саратога». Авіація, як правило, діяла групами літаків по 6—12 або 15—22 одиниць.
Іракська система ППО та ПРО практично була знищена в перші дні повітряної наступальної операції БНС. Зенітні ракетні комплекси, зокрема ПЗРК, виявилися не достатньо ефективними проти союзної авіації. За час конфлікту Багатонаціональні сили втратили 75 літаків, здійснивши понад 100 000 бойових вильотів. І з тієї авіації, що була втрачена, лише 42 — стали наслідком ворожої протидії, 33 інші розбилися в різного роду інцидентах та аваріях.

### Атаки Іраку

#### Вторгнення в Саудівську Аравію
29 січня іракські війська атакували й опанували слабо захищене саудівське місто Хафджі. Битва на саудівській землі тривала два дні, й під ударами саудівської національної гвардії за підтримки американських морських піхотинців і катарських частин окупанти були розгромлені та відступили.

#### Ракетні удари Іраку по Ізраїлю та Саудівській Аравії
Через п'ять годин після першого авіаудару союзників по Іраку, державне радіо в Багдаді оголосило про початок ракетних атак по противнику. Наступного дня по Ізраїлю було завдано ракетного удару вісьма ракетами «Ель-Хусейн». Обстріли Ізраїлю продовжувалися іракцями протягом наступних семи тижнів; за цей час було випущено 88 ракет типу «Скад» та «Ель-Хусейн». І хоча ефективність ураження ракетами була доволі низька, від обстрілів загинуло 74 ізраїльтяни, близько 230 людей дістали поранення; пошкоджено 1302 будинки, 6142 квартири, 23 публічних будівлі, 200 крамниць і 50 автомашин.

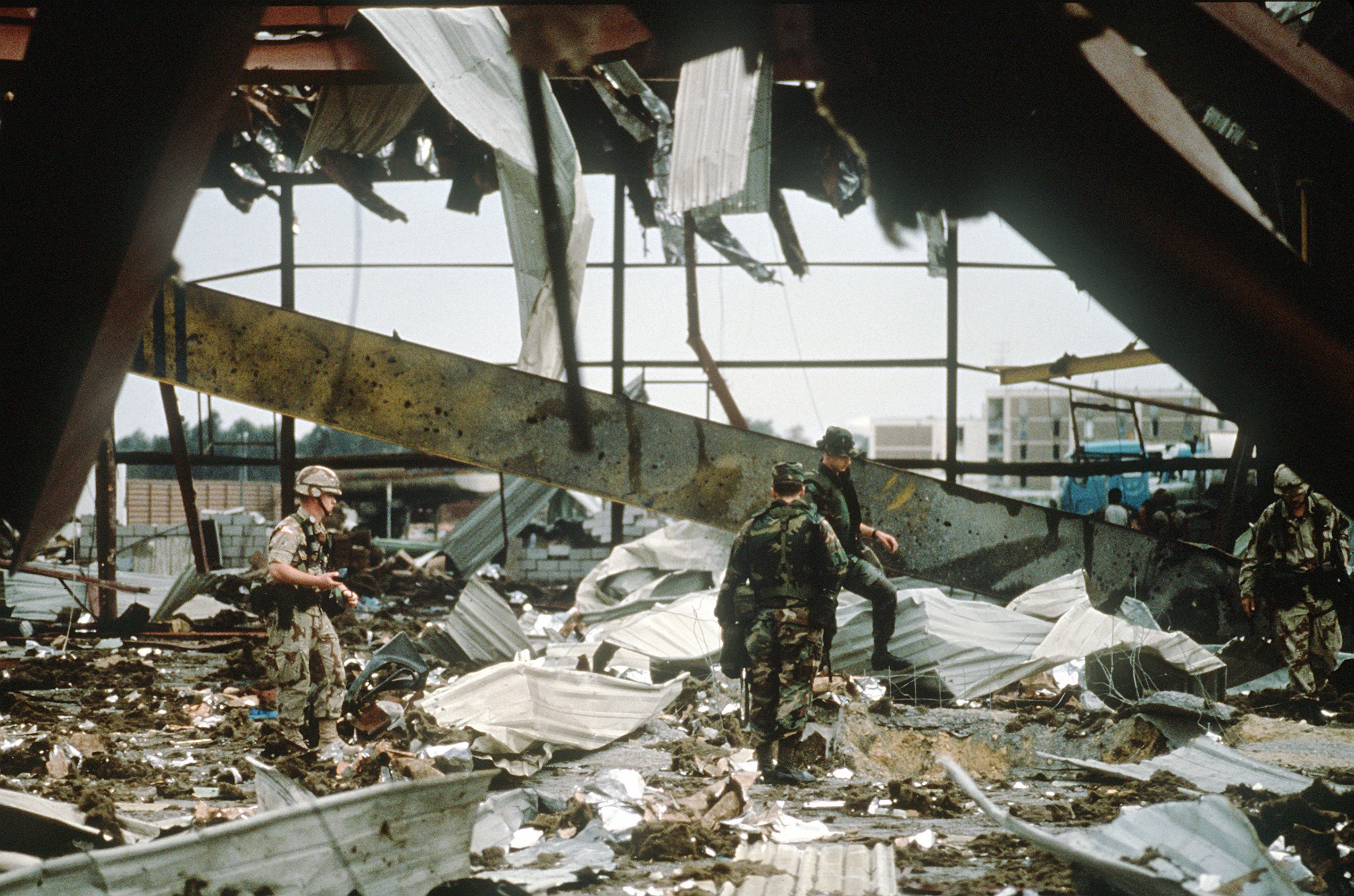
Наслідки удару ракетами «Ель-Хусейн» по американській казармі в місті Дахран

Окрім ізраїльських територій Ірак обстрілював Саудівську Аравію, 47 ракет було запущено по цій країні, та по одній балістичній ракеті було використано по Бахрейну і Катару. Один саудівець загинув, 78 дістали поранень. У Бахрейні та Катарі жертв не було.
25 лютого 1991 року іракська ракета «Скад» влучила в казарму американського 14-го квартирмейстерського підрозділу з Грінсбурга, Пенсільванія, що базувався у саудівському місті Дахран. Загинуло 28 солдатів та понад 100 людей дістали поранень.

### Бойові дії на морі
18 січня розпочалися бойові дії на морі, які мали характер окремих бойових зіткнень, оскільки іракське командування не вживало активних і цілеспрямованих дій проти сил флоту противника в Перській затоці. За весь час бойових дій відзначилися лише два випадки застосування іракською стороною ракет по кораблях багатонаціональних сил. Випущена літаком F-1 «Міраж» ракета «Екзосет» була збита ЗРК «Сі Дарт», а ракета «Сілкуорм», яка стартувала з берега, уведена з траєкторії виставленими пасивними перешкодами.
Союзники ж вельми успішно застосовували протикорабельні ракети «Сі Ск'юа» і «Гарпун». Так, ударами палубної авіації та випущеними з надводних кораблів ракетами типу «Гарпун» до 3 лютого було знищено сім бойових кораблів і чотирнадцять катерів, що давало підставу американському командуванню вважати, що противник втратив здатність вести наступальні дії на морі. Разом з тим Командування багатонаціональними морськими силами припускало, що противник може перейти до нетрадиційних методів боротьби на морі. На думку американського командування, це могли бути атаки швидкохідних катерів, оснащених некерованими ракетними системами й навіть протитанковими гранатометами, як це було в ході «танкерної війни», або до застосування плавзасобів малої водотоннажності проти палубних літаків і вертольотів, або до використання підводних диверсійних сил та засобів (ПДСЗ) проти кораблів і суден, що стоять на рейдах і в портах.
29 січня розвідувальний літак P-3 «Оріон», оснащений радарами загоризонтного виявлення повідомив про те, що велика група іракських патрульних кораблів та човнів намагається прорватися з Басри до Умм-Касра в іранських водах. Літак радіорозвідки здійснив наведення ударних літаків, що атакували іракські кораблі біля острова Бубіян, знищивши 11 з них та пошкодивши ще декілька.

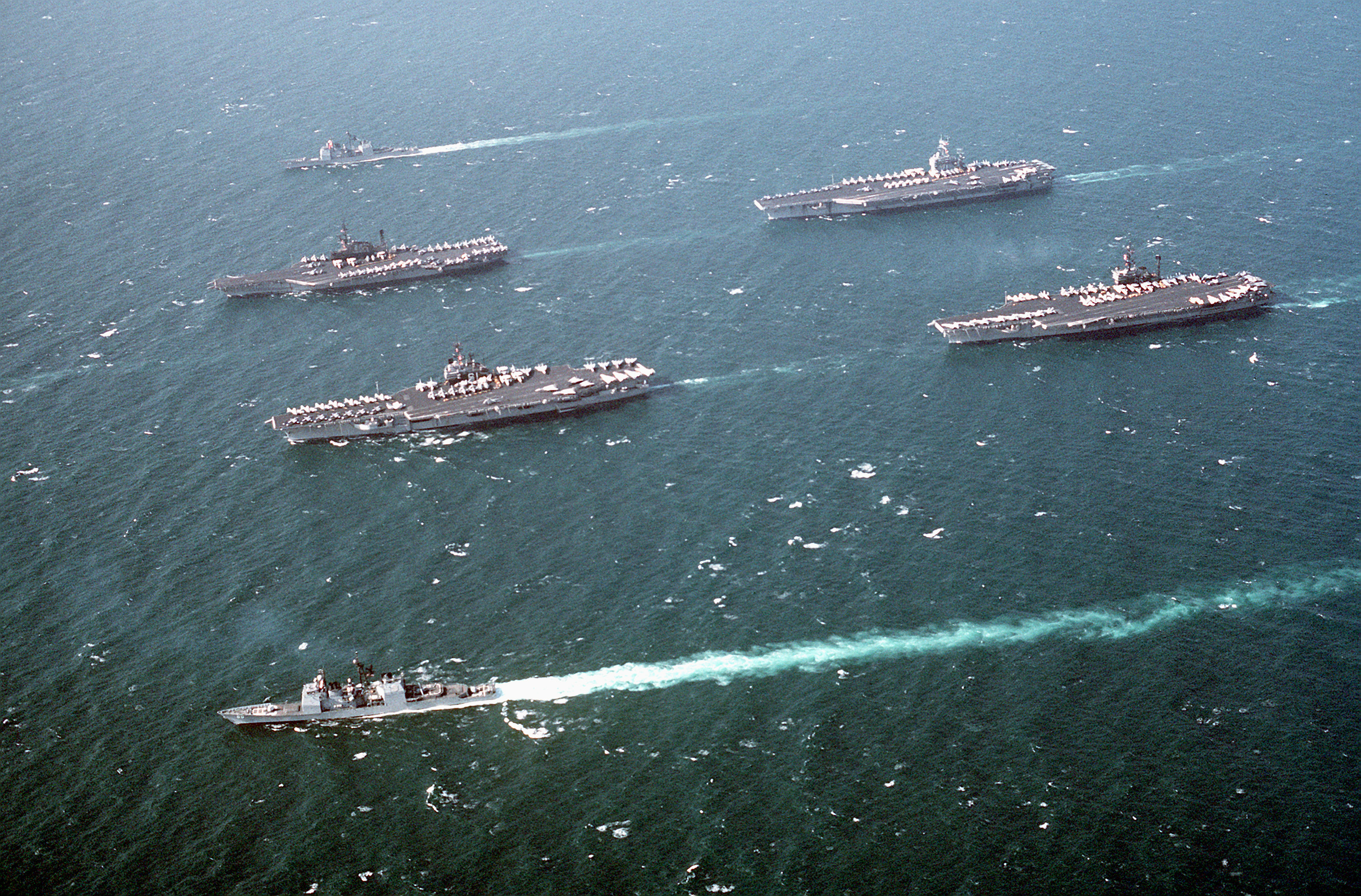
Оперативна група «Зулу»: авіаносці «Мідвей», «Рейнджер», «Теодор Рузвельт» і «Америка» у супроводженні ракетних крейсерів типу «Тікондерога» «Лейте Галф» і «Норманді»

### Наземна наступальна операція

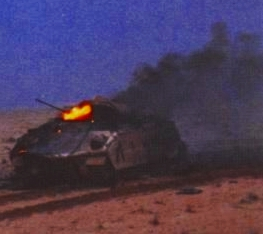
Підбита іракцями американська БМП «Бредлі»

Попри приголомшливі результати повітряної наступальної операції, саддамівські війська не відступили з території окупованого Кувейту. Тому, 24 лютого 1991 року Командування БНС силами сухопутних військ антиіракської коаліції та морської піхоти США за підтримки авіації та сил флоту розпочало наземну фазу наступальної операції. Операція тривала протягом 100 годин (з 4:00 24 лютого до 8:00 28 лютого), і стала першою практичною перевіркою нової американської концепції «повітряно-наземної операції», в ході якої переслідувалася мета завершення розгрому іракських військ і звільнення Кувейту, а також створення вигідних для себе та Ізраїлю умов для подальшого політичного врегулювання близькосхідного конфлікту.
Район операції обмежувався на сході узбережжям Перської затоки, з півночі — річками Шатт-ель-Араб і Євфрат, із заходу — кордоном Рафха-Ес-Самава, а з півдня — кувейтсько-саудівським і іраксько-саудівським кордонами. Ширина смуги дій Багатонаціональних сил становила 500 км, а глибина — 250 км. Угруповання сухопутних військ Іраку складалася з 42 дивізій, з яких в результаті попередніх ударів 15—30 % особового складу і 30—50 % бойової техніки були знищені або виведені з ладу. На початок наступу союзники перевершували противника в силах у 1,5 раза.
Відповідно до замислу повітряно-наземної операції, передбачалося потужним фронтальним ударом сухопутних військ і морської піхоти з одночасним глибоким вогневим впливом на другі ешелони противника завдати йому максимального ураження, а потім спільно з діями повітряних, аеромобільних і морських десантів і формувань спеціального призначення розчленувати, оточити та знищити іракські війська на території південного Іраку і Кувейту.
Для виконання завдань операції були розгорнуті угруповання сил і визначені напрямки ударів: приморське (уздовж кувейтського узбережжя) — американські 1-ша і 2-га експедиційні дивізії морської піхоти, з'єднання сухопутних військ Саудівської Аравії, Кувейту, Єгипту та Сирії; центральне — 7-й армійський корпус США, 1-ша бронетанкова дивізія Великої Британії; західне — 4-та аеромобільна і 6-та бронетанкова дивізії Франції. У резерві Багатонаціональних сил знаходився американський 18-й повітряно-десантний корпус (82-га повітряно-десантна і 101-ша повітряно-штурмова дивізії). На ВМС покладалося завдання проведення морської десантної операції, а на авіацію ПС, ВМС і морської піхоти — завдання з ізоляції району бойових дій і безпосередня авіаційна підтримка наступу.

#### Визволення Кувейту

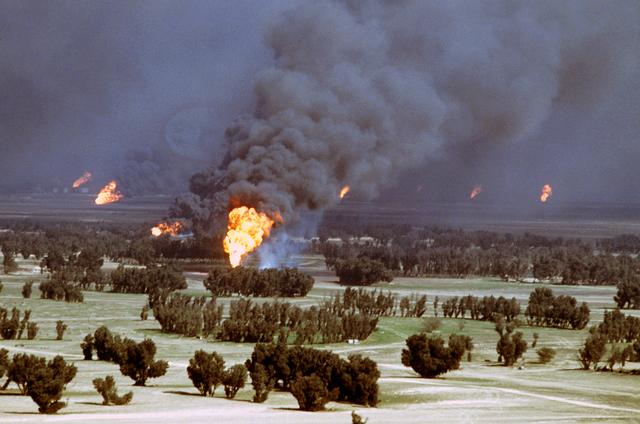
Підпалені іракцями нафтові родовища Кувейту

Ще до початку наступальної операції Багатонаціональні сили вели бої локального значення на території Кувейту, Іраку та Саудівської Аравії з метою недопущення ведення іракськими військами розвідки, ведення розвідки боєм системи оборони противника та приховування своїх дій та намірів і введення їх в оману.
О 04:00 24 лютого після тривалої артилерійської та повітряної підготовки американські морські піхотинці 1-ї та 2-ї дивізій перейшли в наступ, перетнувши кувейтський кордон. Подолавши потужну багатошарову систему мінно-вибухових загороджень, фортифікаційних споруд поздовж лінії зіткнення американські війська поринули вперед у напрямку Ель-Кувейта. Практично не зустрічаючи спротиву, вони просувалися до столиці Кувейту, іноді вступаючи в короткі сутички з окремими групами іракських солдатів, які миттєво капітулювали.
27 лютого американські морські піхотинці за підтримки 1-ї бригади 2-ї бронетанкової дивізії, 41-го піхотного полку та підрозділів сил спеціальних операцій армії вступили в бій з великим іракським угрупованням, що обороняло Кувейтський міжнародний аеропорт.
Іракська армія після чотирьох днів боїв відступила до Іраку, втім, при відступі командування використовувало «тактику спаленої землі» — понад 700 нафтових свердловин Кувейту було підпалено і заміновано, для того, щоб максимально ускладнити їхнє гасіння.

#### Бої на півдні Іраку

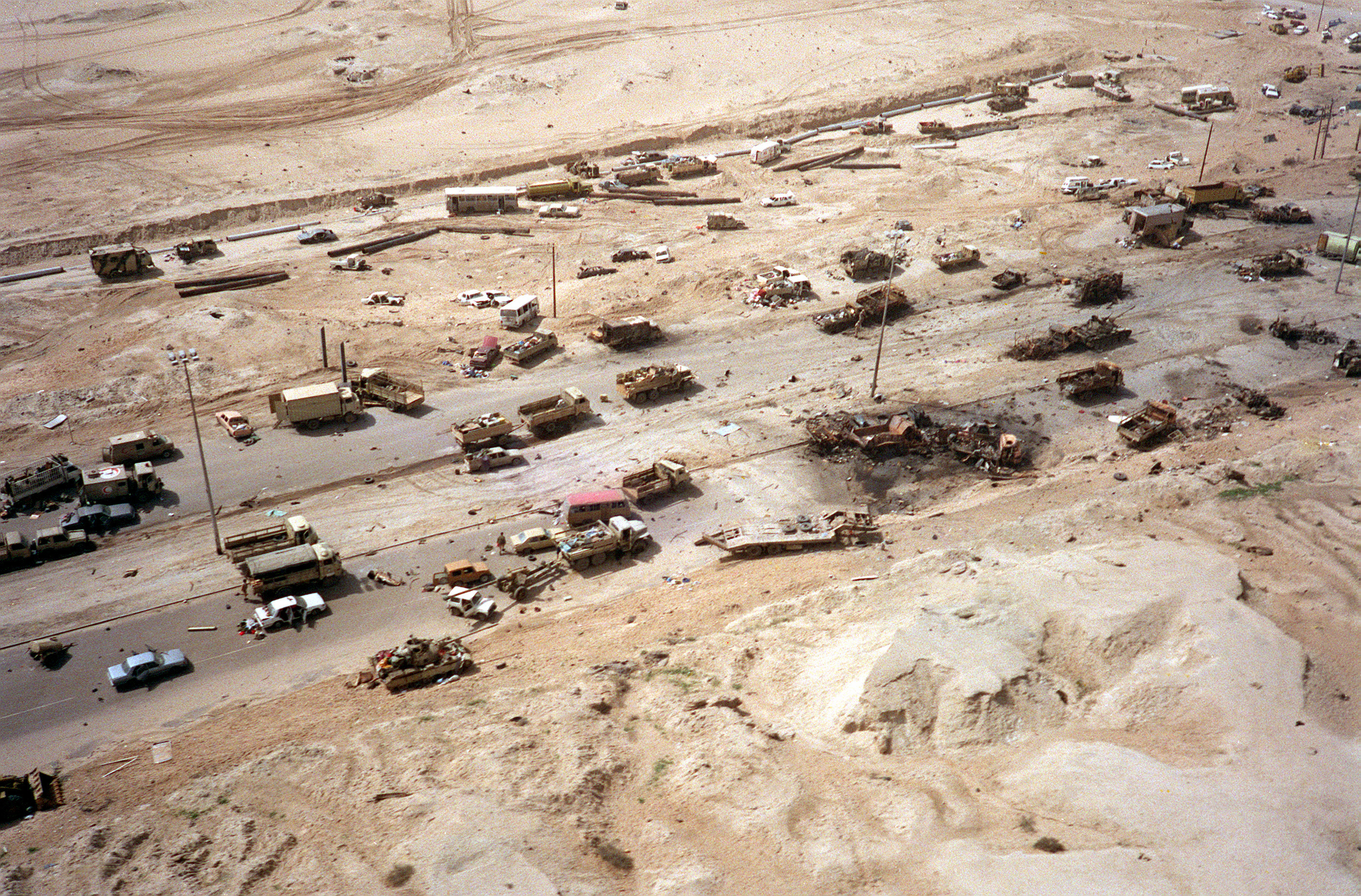
Знищена та покинута іракська бронетехніка. 1991 рік

За дев'яносто перших годин безперервного руху та боїв VII корпус досяг виняткових результатів проти кращих формувань іракської армії. Війська генерала Френка знищили понад десяток іракських дивізій, приблизно 1300 танків, 1200 бойових машин піхоти та бронетранспортерів, 285 артилерійських гармат та 100 систем ППО та захопили майже 22 000 іракських солдатів у полон. Водночас найкращі іракські дивізії знищили лише сім танків M1A1 «Абрамс», 15 «Бредлі», два бронетранспортери та один ударний вертоліт AH-64 «Апач». VII корпус втратив 22 вбитих солдати в бою.

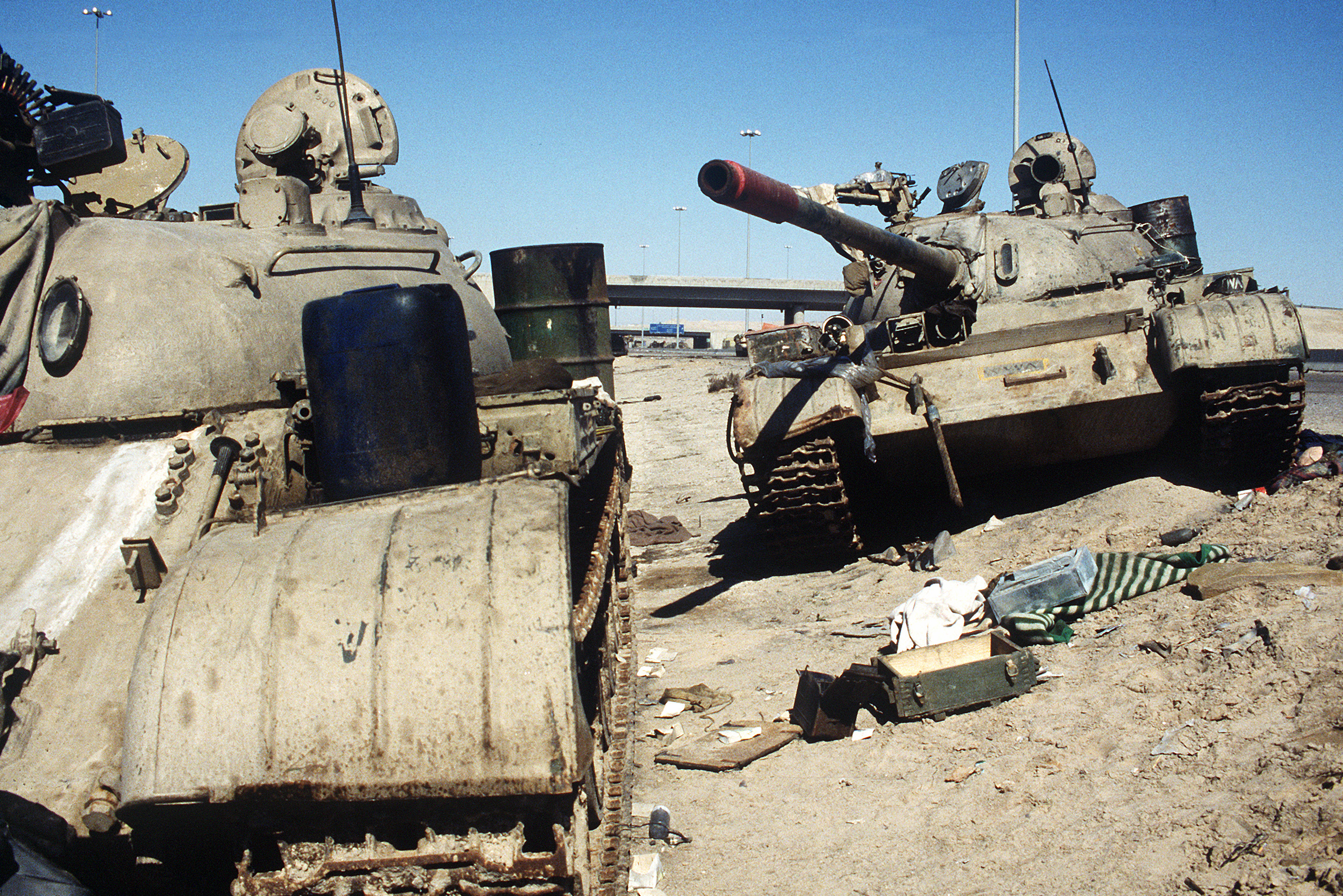
Іракські танки, підбиті в бою на шосе Басра — Ель-Кувейт

VII корпус розпочав свою атаку в другій половині дня 24 лютого. Прориваючись крізь мінні поля перед їх фронтом, американські підрозділи за кілька годин подолали іракські позиції й увірвалися на оперативний простір. Іракські війська, втомлені, голодні та фізично та морально виснажені, почали масово здаватися у полон. Наступного дня 1-ша бронетанкова дивізія швидко розгромила іракську 26-ту піхотну дивізію, коли VII корпус повернув на схід. Ударні моторизовані підрозділи 24-ї піхотної дивізії швидко рухалася вперед, використовуючи результати успішної висадки повітряних десантів і ударно-штурмових дій 101-ї та 82-ї повітряно-десантних дивізій. До півдня 26 лютого, об'єднавшись зі 101-ю дивізією, 24-та дивізія прорвалася на глибину 360 км на північ до річки Євфрат, перекривши шляхи відходу іракській армії. VII корпус, рухаючись прямо на схід з трьома важкими дивізіями в першому ешелоні, атакував елітні підрозділи Іракської республіканської гвардії.
Пізно вдень, 26 лютого, війська генерала Френка атакували елементи іракської дивізії Тавакальна в битві на 73-й координаті. Розвиваючи успіх, 2-й бронекавалерійський полк, 1-ша та 3-тя бронетанкові дивізії за підтримки 1-ї піхотної дивізії прорвали оборонні позиції дивізії Тавакальна. У другій половині 27 лютого VII корпус, знищуючи ворога влучним вогнем з танків та атаками ударних вертольотів «Апач» з повітря, з наскоку атакував дивізію «Медіна». На хребті Медіна спроба іракців влаштувати засідку підрозділам 1-ї бронетанкової дивізії закінчилася знищенням понад 300 танків іракських танкових військ.
За час наземної битви сталося щонайменше три (на думку деяких військових істориків — чотири) великі танкові битві, які стали найбільшими танковими битвами в історії збройних сил США. У битвах на 73-й координаті, за Норфолк та за хребет Медіна одночасно брало участь декілька сотень танків, сотні одиниць іншої бронетехніки, вертольоти та артилерія. Так, 3-тя бронетанкова дивізія США у боях знищила щонайменше 300 ворожих танків, БМП, бронетранспортерів.

### Результати
До кінця 27 лютого іракська армія, що протистояла союзникам, була фактично вщент розгромлена. З 42 дивізій Іраку, що вели бої, 29 було розгромлено. Багатонаціональні сили захопили 50 000 іракських солдатів у полон, знищили або захопили 3008 танків (71 % від наявних на озброєнні), 1856 бронетранспортерів і бойових машин піхоти (64 %), 2140 гармат (69 %); близько 30 % іракських солдатів дезертували. В повітрі й на землі було знищено 123 літаки та вертольоти, а 137 літаків перелетіли до Ірану.
В ході повітряної та повітряно-наземної наступальних операцій, що тривали з 17 лютого по 28 лютого 1991 року, авіація союзників (близько 2000 літаків) виконала понад 110 000 бойових вильотів (лише 6 лютого понад 75 000 вильотів), витративши при цьому на удари по 4000 стаціонарних та рухомих об'єктів понад 88 000 тонн авіаційних боєприпасів, з яких 81 900 тонн некерованих бомб. Середньодобова інтенсивність склала 2700 вильотів. Рівень бойових втрат при цьому — один збитий літак на 3000 вильотів. Участь авіації Багатонаціональних сил у бойових вильотах розподілилася таким чином: США — 86,5 %, Велика Британія — 5 %, Франція — 1,5 %, Саудівська Аравія — 6,5 %. Зі 110 000 бойових вильотів приблизно половина (47 %) припадала на забезпечення дій, а інші (53 %) — на виконання ударів по цілях.
До 8:00 28 лютого, оточена півмільйонна іракська армія, втративши майже всю військову техніку, припинила опір. Втрати союзників убитими, пораненими, полоненими й зниклими безвісти не перевищили 1000 осіб.